# Reazione di De Mayo
La reazione De Mayo è una reazione di cicloaddizione fotochimica in cui  l'enolo di un 1,3 dichetone reagisce con un alchene (o un'altra specie con un legame C=C) per formare un ciclobutano, il quale subisce una reazione retro-aldolica andando a formare un 1,5 dichetone:
L'effetto risultante è l'addizione di due atomi di carbonio provenienti dal doppio legame tra i due gruppi carbonilici del dichetone. Diviene perciò utile in sintesi quando si vogliono unire due parti di una molecola che porta entrambe le funzionalità in questione oppure nella sintesi di 1,5-dichetoni sfruttando la reattività dei 1,3-dichetoni. Per quanto riguarda il meccanismo la prima parte è una cicloaddizione [2+2], mentre la retro aldolica viene favorita dalla intrinseca instabilità dell'anello a 4 termini.
| De Mayo startAnimGif                  |
| Animazione del meccanismo di reazione |